# Uroporphyrinogen III
Uroporphyrinogen III ist ein Tetrapyrrol, ein Vertreter der Uroporphyrinogene, das erste makrozyklische Zwischenprodukt in der Biosynthese von Hämoglobin, Chlorophyll, Vitamin B12 und Sirohäm. Wie andere Porphyrinogene ist auch Uroporphyrinogen III farblos.

## Struktur
Das zentrale Strukturelement des Uroporphyrinogen III ist ein Hexahydroporphin-Makrozyklus, wobei die Wasserstoffatome an den beiden äußersten Kohlenstoffatomen jedes Pyrrolrings durch eine Essigsäuregruppe (−CH2−COOH, „A“) und eine Propionsäuregruppe (−CH2−CH2−COOH, „P“) ersetzt sind. Die Gruppen sind asymmetrisch verknüpft: Um den Makrozyklus herum ist die Reihenfolge AP-AP-AP-PA.

## Biosynthese und Metabolismus
Im allgemeinen Porphyrinbiosyntheseweg wird Uroporphyrinogen III durch die Wirkung des Enzyms Uroporphyrinogen-III-Synthase aus dem linearen Tetrapyrrol Prä-Uroporphyrinogen (einem substituierten Hydroxymethylbilan) gewonnen.
Die Umwandlung beinhaltet eine Umkehrung der letzten Pyrroleinheit (wodurch die Essigsäure- und Propionsäuregruppen vertauscht werden) und eine Kondensationsreaktion, die den Makrozyklus schließt, indem die OH-Gruppe am letzten Ring mittels eines Wasserstoffatoms des ersten Rings eliminiert wird.
Bei der Biosynthese von Häm- und Chlorophyll-Molekülen wird Uroporphyrinogen III durch das Enzym Uroporphyrinogen-Decarboxylase in Coproporphyrinogen III umgewandelt. Bei der Biosynthese der Sirohäm-Gruppen wird Uroporphyrinogen III durch zwei Methyltransferasen in Dihydrosirohydrochlorin umgewandelt, das anschließend zu Sirohydrochlorin oxidiert wird, einem Vorläufer der Sirohäm-Prosthetischen Gruppe.

## Medizinische Bedeutung
Bei inaktiver oder nicht vorhandener Uroporphyrinogen-III-Synthase  cyclisiert Hydroxymethylbilan spontan in das Strukturisomer Uroporphyrinogen I, das sich vom III-Isomer dadurch unterscheidet, dass die Essigsäure- („A“) und Propionsäure- („P“)-Gruppen in einer rotationssymmetrischen Reihenfolge um den Hydroporphin-Makrozyklus angeordnet sind, AP-AP-AP-AP. In diesem Fall entsteht im nächsten Schritt Coproporphyrinogen I, das sich im Körper akkumuliert und den pathologischen Zustand der kongenitalen erythropoetischen Porphyrie (Morbus Günther) verursacht.